# Martin Ljuzianowitsch Schakkum

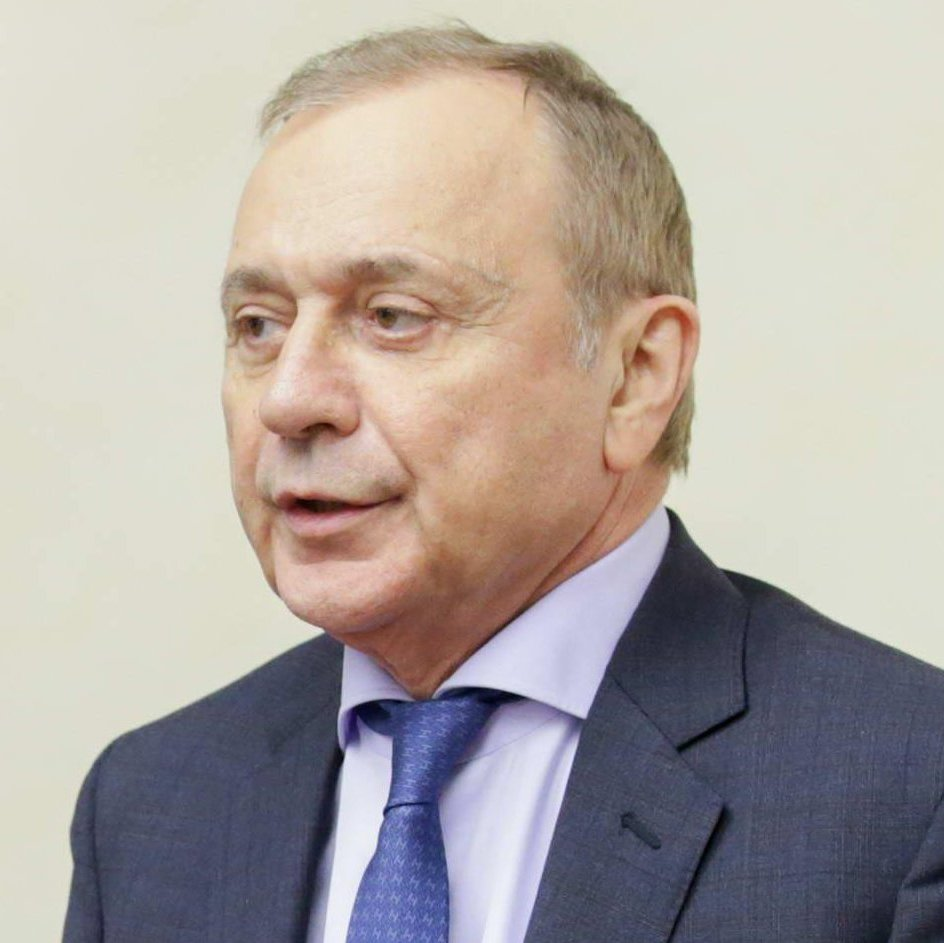
Martin Luzianowitsch Schakkum

Martin Ljuzianowitsch Schakkum (russisch Мартин Люцианович Шаккум; * 21. September 1951 in Krasnogorsk, Oblast Moskau, RSFSR, UdSSR) ist ein russischer Politiker. Zwischen 1999 und 2021 war er Abgeordneter der Staatsduma.

## Leben
Schakkum studierte in den 1970er Jahren in der Militäringenieurschule von Leningrad (heute Sankt Petersburg) und später in der Staatlichen Akademie für Kommunalwirtschaft und Bauwesen in Moskau. Bis 1991 war er als Generaldirektor, Vizepräsident und Präsident des von ihm mitbegründeten Internationalen Fonds für wirtschaftliche und soziale Reformen tätig.
Schakkum kandidierte bei den Präsidentschaftswahlen 1996 und belegte den letzten achten Platz.
1999 wurde er in die Staatsduma gewählt. Diesen Erfolg wiederholte er bei den darauffolgenden vier Wahlen (2003, 2007, 2011 und 2016). 2004 trat der Regierungspartei „Einiges Russland“ bei. Bei der Parlamentswahl in Russland 2021 kandidierte er nicht mehr.